# Johann Jakob Balmer
Pour les articles homonymes, voir Balmer.
Johann Jakob Balmer, né le 1er mai 1825 à Lausen et mort le 12 mars 1898 à Bâle, était un physicien et mathématicien suisse connu pour avoir établi la formule de Balmer, c'est-à-dire la loi qui permet de relier entre elles les raies spectrales de l'hydrogène dans le domaine visible.

## Biographie
Johann Jakok Balmer était fils de Johann Jakob Balmer, juge et président de tribunal, et de Elisabeth Rolle. Il a d'abord été à l'école de Liestal puis au lycée à Bâle. Il a ensuite étudié la philologie et les mathématiques à l'université de Bâle. Puis, il a fait des études d'architecture à l'université de Karlsruhe et à l'université Friedrich-Wilhelms de Berlin. Il a obtenu son doctorat en mathématiques en 1849 à l'université de Bâle avec une thèse sur la cycloïde. De 1859 à sa mort, il a enseigné les mathématiques dans une école de filles à Bâle. De 1865 à 1890, il a été chargé de cours de géométrie descriptive à l'université de Bâle.
En plus de ses activités d'enseignement et de recherche, il s'est intéressé à des sujets très divers. Il était pythagoricien. Il croyait en la fonction première des nombres entiers dans l'architecture et dans la nature: le nombre de marches des pyramides ou les dimensions du temple de Jérusalem ou des temples grecs. Il faisait des recherches kabbalistiques et numérologiques.
Balmer était aussi un homme engagé politiquement et socialement. Il a écrit des traités sur le logement social, sur l'hygiène, sur la philosophie, la science et la religion. Il a siégé au Grand Conseil de Bâle. Il a été inspecteur des écoles. Il a participé au Conseil de l'Église.
En 1868, à l'âge de 43 ans, il épousa Christine Pauline Rinck, fille d'un pasteur de Grenzach (Bade). Le couple a eu six enfants.

## Formule de Balmer

### Découverte de la formule de Balmer
En 1862, le physicien suédois Anders Jonas Ångström avait identifié quatre raies de l'atome d'Hydrogène parmi les raies de Fraunhofer du spectre solaire. En 1868, il avait publié des mesures très précises de leurs longueurs d'onde avec une unité égale à 10-10 m que les spectroscopistes et les astronomes ont ensuite appelée l'Ångström et noté Å : 
| Raies de Fraunhofer | Raies de l'Hydrogène     | Longueurs d'onde (Å) |
| ------------------- | ------------------------ | -------------------- |
| C                   | {\displaystyle H\alpha } | 6562,10              |
| F                   | {\displaystyle H\beta }  | 4860,74              |
| f                   | {\displaystyle H\gamma } | 4340,10              |
| h                   | {\displaystyle H\delta } | 4101,20              |

Beaucoup de physiciens ont essayé, en vain, de trouver une expression mathématique qui relierait ces quatre longueurs d'onde. Au début des années 1880, Eduard Hagenbach-Bischoff, professeur de mathématiques à l'université de Bâle, connaissant la passion de Balmer pour les nombres, lui a suggéré de se pencher sur le problème. Balmer remarqua que ces nombres forment une suite qui converge vers {\displaystyle 3645,6}Å. En divisant la longueur d'onde de chacune des raies par la valeur limite, il a obtenu une nouvelle suite de coefficients qui pouvaient s'exprimer sous forme fractionnaire : 9/5, 4/3, environ 8/7 et 9/8. Pour un mathématicien habitué à manipuler les nombres entiers, il était aisé d'écrire:
Il apparaissait donc que les longueurs d'onde des quatre raies visibles de l'Hydrogène pouvaient être calculées par une formule simple, dite formule de Balmer :
Pour prendre une notation moderne, le terme {\displaystyle H} signifiant longueur d'onde de la raie de l'hydrogène correspondant au  coefficient {\displaystyle m} est remplacé par {\displaystyle \lambda _{m}} et le terme {\displaystyle h}, appelé constante de Balmer, est remplacé par {\displaystyle B} pour éviter de le confondre avec le constante de Planck. La formule de Balmer devient:
Les valeurs de longueurs d'onde données par la formule ne différaient des valeurs mesurées par Ångström que d'un écart inférieur à 1/40 000. Sûr de l'exactitude de sa formule, Balmer remarqua que ces très faibles différences étaient « un témoignage magnifique de la grande conscience et du soin avec lesquels Ångstrom avait dû mener ses opérations de mesure ».
La série des quatre raies de l'Hydrogène identifiée par Ångström, constitue ce que l'on appelle désormais la série de Balmer. Il est remarquable que Balmer ait publié son premier article scientifique en 1885, à l'âge de 61 ans, et que cet article ait suffi à le transformer en physicien célèbre alors qu'il n'avait, jusque là, jamais manifesté d’intérêt pour cette discipline. Son second et dernier article de physique mathématique, consacré aussi à l'étude de spectres de raies, fut publié en 1897.
Dans son article de 1885, Balmer anticipa trois développements:
- On devait pouvoir trouver une raie de l'Hydrogène pour {\displaystyle m=7}. Hagenbach-Bischoff l'informa qu'Ångström avait trouvé une raie à la longueur d'onde de 3 970 Å qui correspondait à {\displaystyle \lambda _{7}}. D'autre part, le photographe spectroscopiste Hermann Wilhelm Vogel et l'astronome William Huggins, purent confirmer l'existence d'autres raies de la série de Balmer, pour {\displaystyle m=8} , {\displaystyle m=9}, jusqu'à {\displaystyle m=15} dans le spectre de l'hydrogène des étoiles blanches.
- Il devait exister des séries de raies pour n= 1, 3, 4, 5..., ce que l'expérience a confirmé à condition de modifier la formule.
- « La formule de base n'est-elle valable que pour le seul élément chimique hydrogène, ou bien explique-t-elle aussi les raies spectrales d'autres éléments en choisissant un nombre de base [la constante B] propre à ces substances? »

### Postérité de la formule de Balmer

#### Généralisation de la formule de Balmer
La formule de Balmer et la constante de Balmer ne sont valables que pour {\displaystyle n=2}. À la suite des travaux du physicien suédois Johannes Rydberg (1888) et du physicien suisse Walther Ritz (1903), la formule de Balmer a pu être généralisée pour tout {\displaystyle n} entier :
Si on divise le numérateur et le dénominateur de la formule de Balmer généralisée par {\displaystyle m^{2}} : 
On s'aperçoit que, quand {\displaystyle m\Rightarrow \infty }, {\displaystyle \lambda _{\infty ,n}\Rightarrow {\frac {B\times n^{2}}{4}}}.
C'est la valeur limite vers laquelle tendent les longueurs d'onde des raies successives de la série définie par {\displaystyle n} quand {\displaystyle m} croît.
Les autres séries prédites ont été mises en évidence expérimentalement : 
- en 1908, la série de Paschen (n = 3)
- en 1916, la série de Lyman (n = 1)
- en 1922, la série de Brackett (n = 4)
- en 1924, la série de Pfund (n = 5) .

#### Constante de Rydberg
Rydberg avait aussi entrepris, en même temps que Balmer, de chercher une équation qui explique la répartition des raies et des séries spectrales des éléments. Au lieu de considérer les longueurs d'onde, il prenait en compte leurs inverses. Travaillant sur les spectres connus d'une vingtaine de métaux, il était arrivé à l'équation suivante :
dans laquelle {\displaystyle \sigma } est la fréquence spatiale de la raie, {\displaystyle \sigma _{0}} et  {\displaystyle \mu } sont des constantes propres à chaque série,  {\displaystyle m} est un nombre entier, le numéro d'ordre de la raie,  et {\displaystyle R} une constante universelle, valable pour toutes les séries et tous les éléments. La fréquence spatiale est reliée au nombre d'onde {\displaystyle k} par la formule  
C'est alors que Rydberg prit connaissance, en 1886, des travaux de Balmer. Il ré-exprima la formule de Balmer en termes de fréquence spatiale :
Il en déduisit que, pour l'hydrogène, l'élément le plus simple, les paramètres de son équation prenaient les valeurs : {\displaystyle \sigma _{0}={\frac {1}{B}}} et {\displaystyle \mu =0}
et que la constante universelle, que Ritz a appelée constante de Rydberg, {\displaystyle R={\frac {4}{B}}}, était égale à {\displaystyle 1{,}097\,373\dots \times 10^{-3}\;A^{-1}} ou à {\displaystyle 1{,}097\,373\dots \times 10^{7}\;{\rm {m^{-1}}}}.

#### Formule de Rydberg-Ritz
Rydberg ne s'est pas intéressé davantage au spectre de l'hydrogène parce qu'il ne disposait que d'une seule série connue, la série de Balmer, et que tout son travail reposait sur la comparaison des séries. Walter Ritz a repris, dans sa thèse de doctorat, en 1903, les études de Balmer et de Rydberg. Il a notamment ré-exprimé l'équation générale de Balmer sous forme de fréquence spatiale, équation connue aujourd'hui sous le nom de formule de Rydberg ou de Rydberg-Ritz :
où {\displaystyle n} est un entier (indice de la série) et {\displaystyle m>n} est un entier (indice de la raie).
Walther Ritz a fait remarquer que toute fréquence spatiale {\displaystyle \sigma ={\frac {1}{\lambda }}} d'une raie du spectre de l'atome d'hydrogène se met sous la forme d'une différence de deux termes spectraux {\displaystyle T_{k}\equiv {\frac {R_{H}}{k^{2}}}}, puisque l'on peut réécrire (2) sous la forme {\displaystyle \sigma _{m,n}=T_{n}-T_{m}\,} (principe de combinaison de Ritz).
On obtient des formules analogue pour les ions dits hydrogénoïdes, c'est-à-dire à un seul électron, comme He+, avec une valeur différente de la constante de Rydberg.
Il en est de même dans une certaine mesure pour le spectre des métaux alcalins (qui ont un seul électron sur leur couche externe), à condition de modifier le second terme en {\displaystyle T_{k}\equiv {\frac {R_{H}}{(k+\mu )^{2}}}} avec {\displaystyle \mu <1} ("correction de Rydberg").
La mise en évidence empirique de régularités dans les spectres de raies d'émission (ou d'absorption) des atomes fut une grande découverte, le début d'une nouvelle approche de la spectroscopie, mais surtout elle permit à Niels Bohr d'élaborer son modèle de l'atome d'hydrogène, une des prémices de la physique quantique.

## Publications (en allemand)
- 1853, Logement pour les travailleurs à Bâle et dans les environs (avec plans et calcul des coûts pour un vaste complexe de logements)
- 1858, Vision du Temple selon le prophète Ézéchiel
- 1868, Sciences naturelles et vision du monde moderne
- 1878, Maladies domestiques
- 1883, L'appartement ouvrier à Bâle
- 1885, Note sur les raies spectrales de l'Hydrogène
- 1887, La libre perspective
- 1891, Réflexions sur la Matière, l'Esprit et Dieu
- 1897, Une nouvelle formule pour les raies spectrales

## Distinctions
- Astéroïde (12755) Balmer
- Cratère lunaire Balmer